# Carl Schall
Johann Friedrich Carl Schall (Brooklyn, 24 de fevereiro de 1856 — Leipzig, 26 de dezembro de 1939) foi um químico alemão.

## Biografia
De 1874 a 1879 estudou química em Leipzig, Berlim e Göttingen. Em 1881 obteve um doutorado em química na Universidade de Kiel, orientado por Albert Ladenburg, e em 1883 a habilitação na Universidade de Zurique, onde lecionou de 1883 a 1904 como privatdozent, e de 1904 a 1909 lecionou na Universidade de Leipzig. Em Leipzig foi de 1909 a 1921 professor extraordinário. Em 1933 assinou a Declaração dos Professores Alemães por Adolf Hitler.